# Sandy MacDonald (voile)
Pour les articles homonymes, voir Sandy MacDonald et MacDonald.
Samuel Alexander MacDonald (dit Sandy MacDonald), né le 7 septembre 1904 à Charlottetown à l'Île-du-Prince-Édouard et mort le 21 octobre 2003, est un skipper canadien,.
MacDonald participe aux Jeux olympiques d'été de 1960 de Rome et aux Jeux olympiques d'été de 1964 de Tokyo. En 1974, il entre au temple de la renommé du sport de l'Île-du-Prince-Édouard.